# Zico (rapper)
Woo Ji-ho (hangul: 우지호), conhecido por seu nome artístico, Zico (hangul: 지코), é um rapper, produtor, cantor, compositor sul-coreano, líder do grupo Block B e fundador da KOZ Entertainment, atualmente uma subsidiária da HYBE Corporation. Ele lançou seu primeiro álbum solo, Gallery, em 7 de dezembro de 2015.
Zico é conhecido por sua grande capacidade de atravessar a fronteira da cena hip-hop coreana, mantendo sua reputação como um rapper do submundo, junto com o apelo geral de um ídolo coreano.  Em 2015, ele apareceu ao lado de Paloalto da Hi-Life Records em um programa de competição de rap na televisão chamado Show Me the Money 4.

## História

### Início da vida e início da carreira
Zico nasceu em Seul em 14 de setembro de 1992. Ele se formou em estudos vocais na Seoul Music High School. Nas palavras de sua música "Release", ele menciona que passou um ano no exterior estudando no Canadá e na China, além de três anos no Japão.
Ele começou sua carreira musical como um rapper underground sob o pseudônimo de Nacseo (Kor. 낙서, traduzido. "Scribbles"). Ele se apresentou como Nacseo na cena underground do hip-hop japonês junto com as equipes de "Dope Squad" e "Undisputed". Quando adolescente, ele fez o teste para a SM Entertainment.
Em 2009, ele fez sua estreia oficial com Park Kyung em um dueto chamado "Harmonics" na Coréia, com o single digital "The Letter". No mesmo ano, ele também se juntou à Stardom Entertainment. Ele apareceu nas canções "Marshmallow" da IU, "Expectations for K-Hip Hop" de Cho PD e "Outsiders" de Jung Seoul-gi.
Em 2010, lançou sua primeira mixtape Zico on the Block, que foi bem recebida pela cena hip-hop coreana.

## Vida pessoal
Zico é um católico devoto com seu nome de batizado "John the Apostle", tatuado no peito, junto com o retrato de sua mãe e sob a frase "Deus salve Paulus". Tem um irmão mais velho, Woo Taewoon, que era membro do grupo Speed. O melhor amigo de Zico é Choi Tae-Joon, e os dois aparecem nos especiais Happy Together, The Best Friend Special e na segunda temporada de Celebrity Bromance . Zico estudou no Instituto de Comunicação e Artes de Dong-Ah (especializado em design, produção e comunicação) entre 2013 e fevereiro de 2015.
Em agosto de 2016, foi confirmado pelo Seven Seasons Zico estava em um relacionamento com Seolhyun da AOA e namorava há cinco meses. Em setembro de 2016. Mais tarde, foi confirmado que eles decidiram encerrar o relacionamento assim por motivos pessoais.
Em 21 de julho de 2020, foi anunciado que ele iniciaria seu serviço militar obrigatório no final do mesmo mês.

## Discografia

### EPs
- Gallery (2015)
- Television (2017)
- Random Box (2020)

### Full albums
- Thinking (2019)

### Singles
- Tough Cookie (2014)
- Well done (2015)
- Bermuda triangle (2016)
- Soulmate (ft IU) (2018)
- Any song (2020)
- SPOT! (ft. Jennie) (2024)

### OST
- My day is full of you (ft Wendy) - The King: Eternal Monarch